# Lages, de frambozenzoeker of Het verhaal van een Berlijnse verkeersagent
Lages, de frambozenzoeker of Het verhaal van een Berlijnse verkeersagent is een hoorspel van Dick Walda. De VARA zond het uit op woensdag 10 december 1969. De regisseur was Ad Löbler. De uitzending duurde 47 minuten.

## Rolbezetting
- Huib Orizand (Willy Lages)
- Tine Medema (z’n vrouw Martha)
- Harry Bronk (de stem van Lages' verleden)
- Hans Veerman (Luuk Bruyker)
- Willy Brill (Anna Rosenthal)
- Jan Wegter (Hannes van Koolen)
- Hans Karsenbarg (de nieuwslezer)
- Paul van der Lek (een man)
- Joke Hagelen (een meisje)

## Inhoud
Willy Lages (1901-1971) was een Duits inspecteur van politie in dienst van de Gestapo te Braunschweig. Van 1941 tot 1945 was hij hoofd van de Aussenstelle Amsterdam van Sicherheitspolizei en S.D. Als zodanig bestreed hij in de provincies Noord-Holland en Utrecht het Nederlands verzet. Onder zijn toezicht vond de deportatie van de joden uit Nederland plaats. De in twee instanties aan hem opgelegde doodstraf werd in 1952 door gratie teruggebracht tot levenslange gevangenisstraf. Hij werd in 1966 vrijgelaten.
In het hoorspel wordt hij uit zijn huis in Duitsland ontvoerd door drie jonge Nederlanders, die in hem het symbool van het fascistisch kwaad zien en hem met zijn oorlogsverleden confronteren door hem langs een aantal plaatsen in Nederland te slepen waar hij acief was…